# Micropachycephalosaurus
Micropachycephalosaurus („malý tlustohlavý ještěr“) byl rod malého a vývojově primitivního rohatého dinosaura.

## Popis
Šlo dokonce o jednoho z nejmenších známých dinosaurů, jehož délka se pohybovala jen kolem 50 cm. Tento drobný dinosaurus žil v období pozdní křídy (geologický stupeň maastricht, asi před 72 až 66 miliony let) na území dnešní Číny.

## Systematická pozice

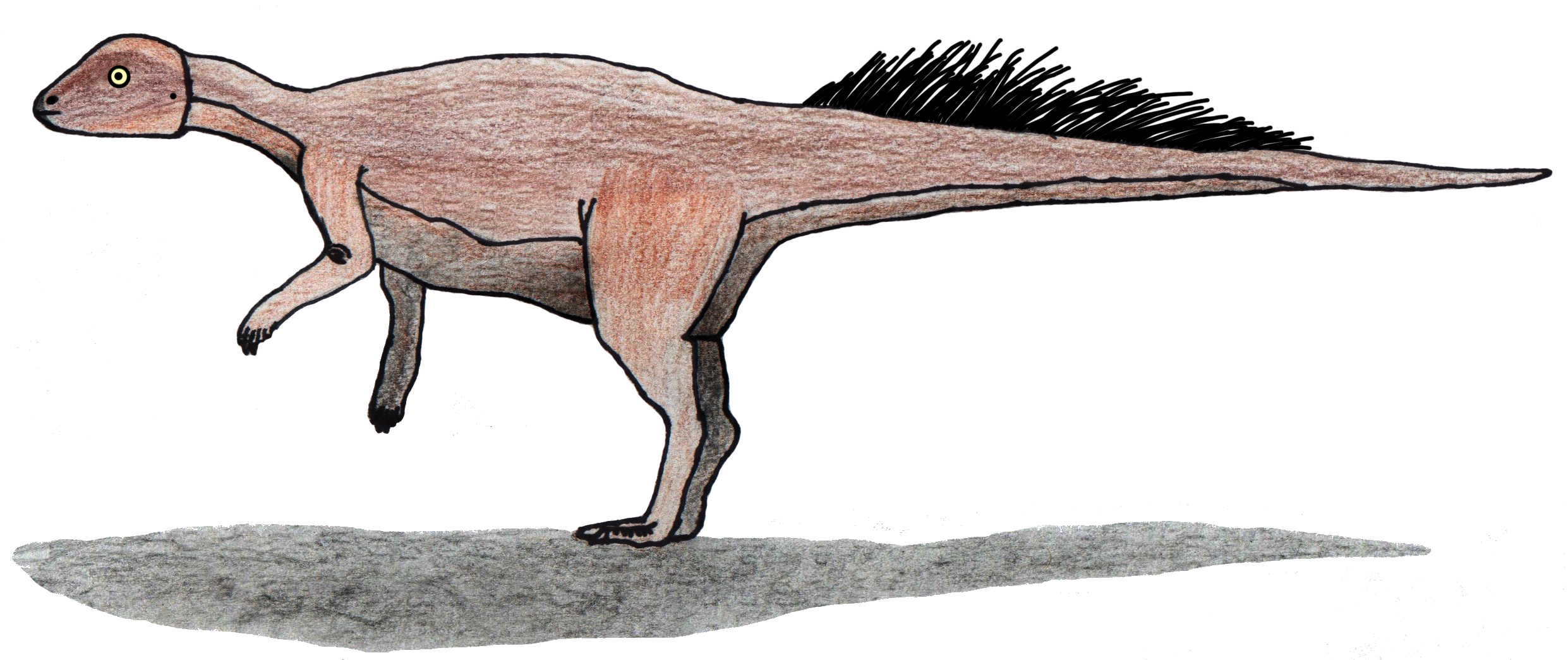
Přibližná rekonstrukce vzezření.

Systematická pozice tohoto rodu je stále otázkou diskuzí. V roce 2000 paleontolog Paul Sereno stanovil, že se jedná o nomen dubium (neboli pochybné jméno), a to z důvodu absence apomorfie (znaků odlišujících rod od jiných marginocefalů). Navíc se jedná o velmi fragmentární fosilní materiál (fragmenty lebky - ty však nenapovídají, že se muselo jednat o pachycefalosaura; křížové obratle), proto je těžké stanovit zda se jedná o nový rod (příp. druh) nebo máme-li co do činění s mládětem již známého druhu pachycefalosaura nebo ceratopse.

## Nejdelší rodové jméno
Micropachycephalosaurus má vůbec nejdelší rodové jméno ze všech dosud popsaných dinosaurů, tvořené celkem 23 písmeny. Naopak nejkratší rodové jméno má čínský teropod druhu Yi qi.